# Ramón Saiz de Carlos
Ramón Saiz de Carlos (Santa María del Campo Rus, província de Conca, 26 de gener de 1858 - Madrid, 22 de novembre de 1926) fou un farmacèutic i polític espanyol, diputat a les Corts Espanyoles durant la restauració borbònica.

## Biografia
Llicenciat en farmàcia en 1877, fou destinat a Requena, on s'interessarà per l'enologia. Tornà a Madrid, on es llicenciarà en medicina en 1882. Fou destinat novament a Requena, on es dedicarà a la investigació de nous medicaments. En 1889 tornaria a Madrid i obriria una farmàcia al carrer Serrano. El 1901 hi fundaria un laboratori, on hi patentaria un elixir estomacal i medicaments com Neuranémico, Dinamogeno, Reumator, Purgantina i Quinofebrina. Serà president del Col·legi de farmacèutics de Madrid i vicepresident de la Cambra Oficial de Comerç i Indústria de Madrid.
Membre del Partit Liberal, fou diputat pel districte de Vinaròs a les eleccions generals espanyoles de 1910, 1914, 1916, i dins la fracció liberal-demòcrata de Manuel García Prieto a les de 1918, 1919, 1920 i 1923.